# Producción textual colaborativa
La producción textual colaborativa es también conocida como escritura colaborativa, aunque este concepto tiene su anclaje en la narrativa. A su vez la escritura colaborativa distingue entre Hiperficción explorativa e Hiperficción constructiva.
La producción textual colaborativa es una modalidad de trabajo que se basa en la actitud altruista de los colaboradores con el fin de contribuir a incrementar y mejorar el conocimiento.
El concepto de PTC puede ser aplicado a cualquier proceso de creación textual, ya sea literatura o proyectos grupales, discusión en foros...

## Tipología colaborativa en el espacio digital
1. 1. Escenarios personales
    1. Blog
    2. Web personal con herramientas colaborativas (como un foro)

  2. Comunidades o plataformas virtuales
    1. Tipología: educativas, científicas, de ocio…
    2. Subvariantes: juegos en red (MMORPGs)

  3. Proyectos virtuales
    1. Enciclopedias en red
    2. Libros digitales colaborativos
2. Colaboración abierta o de contenido libre
  1. Webs colaborativas (wikis, Google Drive, Zoho, Think Free)
    1. Wikipedia

Hay cuatro categorías principales: los escenarios personales, las comunidades virtuales, los proyectos virtuales y las webs colaborativas.
A su vez, esas cuatro categorías se pueden englobar en dos formas de colaboración, en cuanto a la participación: la colaboración cerrara y la colaboración abierta. En la primera, el espacio de participación se limita a los cauces prediseñados por el espacio digital con el que se va a trabajar. Una de sus características es que la información generada se encadena o almacena en espacios independientes.
En cambio, la colaboración abierta es aquella que permite modificar el contenido de la web, superponiendo la información nueva a la ya existente, y por tanto, permitiendo mejorar el texto anterior.

## Colaboración cerrada
Los escenarios personales como el blog constituyen espacios digitales individuales abiertos a la participación del público, con lo que los textos se amplían a modo de nuevas entradas. El blog o diario personal, cuando está abierto a la colaboración, se asemeja a la herramienta colaborativa foro, ya que las opiniones de los usuarios del blog se van añadiendo de forma sucesiva al hilo principal, que en este caso, es la nota personal del autor del blog sobre un determinado tema.
Las comunidades virtuales son espacios digitales colectivos, en los que la producción textual colaborativa se puede generar con multitud de herramientas como: foro, Chat, listas de distribución, correo electrónico o pizarra electrónica. Se pueden destacar los Massively Multiplayer Online Role-Playing Games (MMORPG) o juegos de rol multijugador masivo en línea, videojuegos que permiten a miles de jugadores introducirse en un mundo virtual de forma simultánea a través de Internet, e interactuar entre ellos.
Los proyectos virtuales son aquellos espacios digitales de colaboración, donde lo que prima no es el grupo (comunidad virtual) o el individuo (escenario personal), sino el proyecto. Ej.: un libro digital colaborativo o enciclopedia virtual.
El libro digital colaborativo (LDC) es un paso más al mero trasvase de la información de un libro impreso al formato digital. Para que podamos hablar de libro digital colaborativo debemos entender que ya no estamos ante un libro al uso, caracterizó por la sucesión de páginas en orden secuencial.

## Colaboración abierta
Las webs colaborativas (wikis) son espacios digitales abiertos al gran público y que permiten modificar el contenido existente: actualizando, eliminando información, añadiendo información nueva… A efectos legales, este tipo de webs se caracterizan por contar con un contenido libre, que es aquel que está protegido por una licencia libre, como la GFDL y algunos tipos de licencias como Creative Commons. El ejemplo por excelencia de este tipo lo encontramos en las llamadas enciclopedias virtuales colaborativas como Wikipedia.

## Herramientas colaborativas
Las herramientas se insertan normalmente en alguno de los espacios colaborativos anteriormente señalados. Sin embargo, en ocasiones pueden actuar como elemento independiente de la propia interacción. Un ejemplo de esto último es el foro, el cual a veces lo encontramos como un espacio diferenciado y aislado, constituyéndose a la vez como herramienta y como espacio digital de encuentro.
1. Foro
2. Mensajería instantánea (+ Chat)
3. Listas de distribución
4. Correo electrónico
5. Otros: pizarra electrónica, etc.